# TNA World Tag Team Championship
El TNA World Tag Team Championship (Campeonato Mundial en Parejas de TNA, en español) es un campeonato de lucha libre profesional creado y utilizado por la compañía estadounidense Total Nonstop Action Wrestling (TNA). El campeonato fue anunciado el 17 de mayo de 2007 por Jim Cornette y Jeremy Borash, todo esto después de que la compañía finalizara su relación contractual con la National Wrestling Alliance (NWA), la cual le permitía a la TNA usar el NWA World Tag Team Championship como un campeonato propio. Los campeones actuales son The Hardys (Jeff Hardy & Matt Hardy), quienes se encuentran en su cuarto reinado en conjunto.
Tras su establecimiento en 2007, fue clasificado como un campeonato exclusivo para parejas, coexistiendo con el TNA Knockouts Tag Team Championship (exclusivo de la división femenina) hasta el retiro del último en 2013. Sin embargo, existen excepciones donde más de dos luchadores pueden ser considerados campeones al mismo tiempo — y defender los campeonatos — bajo la denominada Freebird Rule, como es el caso de los reinados de The Band. Además, este campeonato ha tenido la particularidad de poseer tres campeones individuales: Samoa Joe, Kurt Angle y Magnus.
El Campeonato Mundial en Parejas de TNA accede a su portador a ser un potencial Campeón de Tres Coronas y Gran Campeón. Los combates por el campeonato suelen ser regulares tanto en los shows semanales como en los eventos pago por visión (PPV).

## Historia

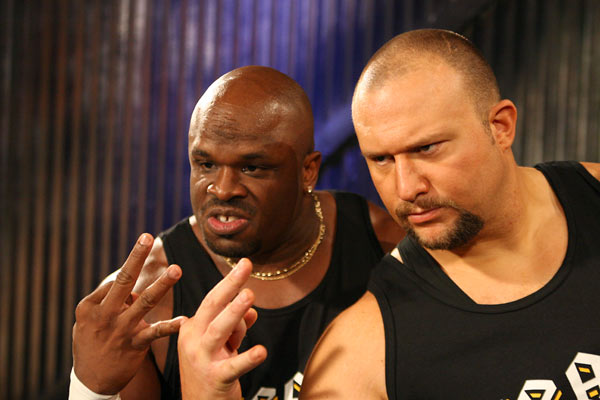
Los campeones inaugurales y dos veces campeones Team 3D (Brother Devon & Brother Ray).

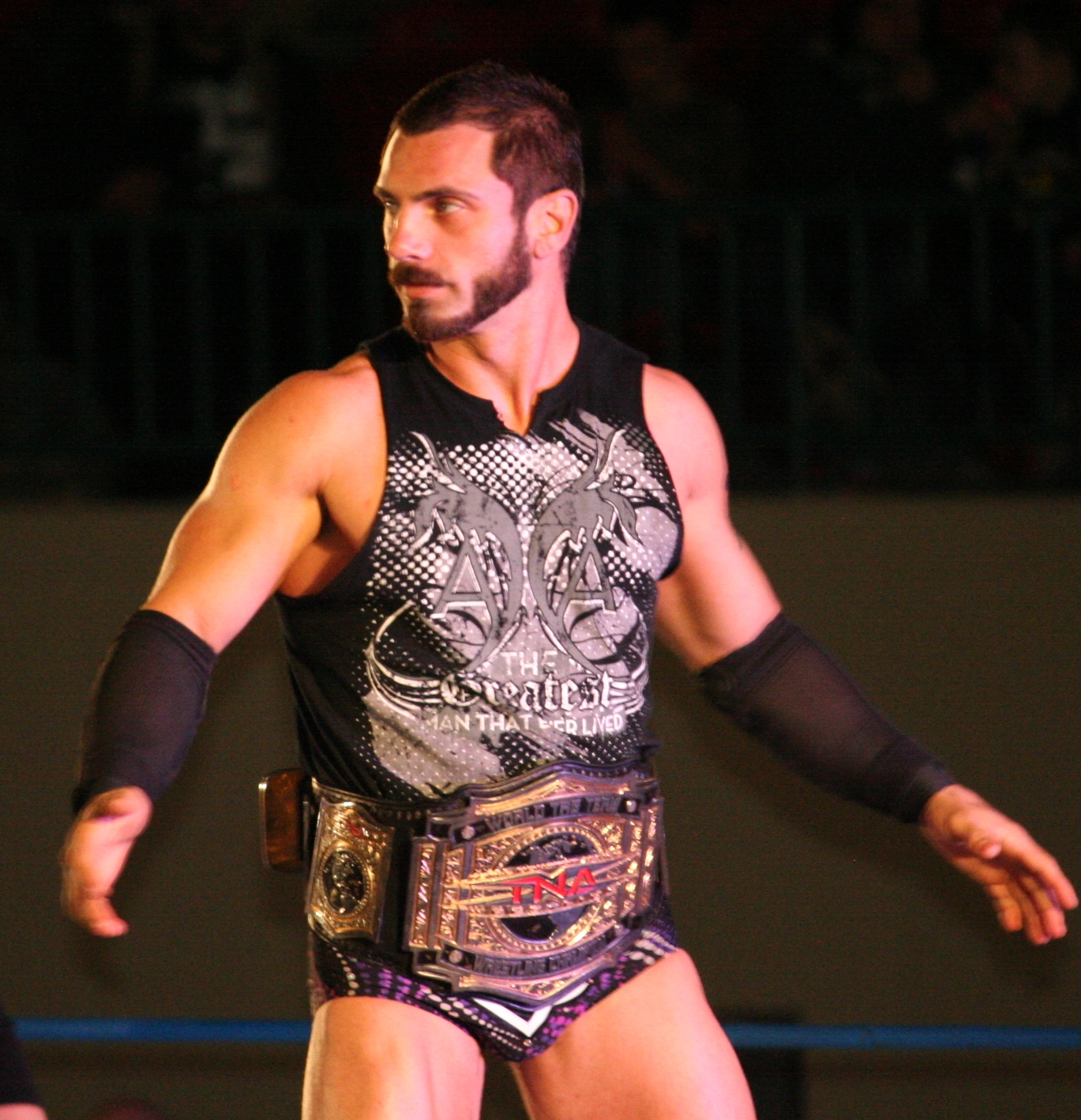
Austin Aries con el diseño original del Campeonato Mundial en Parejas de TNA.

El campeonato fue creado el 14 de mayo del 2007, después de que la National Wrestling Alliance y la Total Nonstop Action Wrestling terminaran su alianza y retiraran el Campeonato en Parejas de la NWA de las manos de la TNA. La TNA se vio en la obligación de reemplazar los campeonatos perdidos y decidió crear el TNA World Tag Team Championship, llenando el espacio dejado por el campeonato de la NWA. Los cinturoes fueron entregados a los anteriores campeones, Team 3D, el 17 de mayo de 2007 en el programa On-Line TNA Today, otorgándselos Jim Cornette y Jeremy Borash. 
A pesar de ser un campeonato de parejas, se han dado casos de luchadores individuales que lo han ostentado solos. El primero fue el campeón de la División X Samoa Joe, que luchó junto a Campeón Mundial Peso Pesado Kurt Angle contra los campeones Team 3D en donde todos los campeonatos estaban en juego. Sin embargo, como fue Joe el que cubrió a Brother Ray, fue él quien se llevó los títulos. El segundo fue Kurt Angle, quien se enfrentó a Samoa Joe por el control de los títulos en un combate donde los títulos (el Campeonato de la División X y Mundial en Parejas de la TNA de Joe y Mundial Peso Pesado de la TNA y Mundial Peso Pesado de la IWGP de Angle) estaban en juego. Al ganar Angle la lucha, se llevó ambos campeonatos, estando un período de 15 días como campeón individual. Sin embargo, el 27 de agosto, Sting ganó un combate para ser su compañero, considerándose este reinado una extensión del anterior. El tercero fue Matt Morgan, quien el 5 de abril de 2010 lesionó (Kayfabe) a su compañero y también campeón Hernández, mateniendo ambos títulos él solo durante un período de 29 días, considerándose una extensión del reinado anterior.
Tras la compra de TNA por parte de Anthem Sports & Entertainment y al cambiar su nombre a "Impact Wrestling", el título cambió de nombre a Impact World Tag Team Championship. En Slammmiversary XV, LAX retuvieron el Campeonato Mundial en Parejas de Impact y los Campeonatos en Parejas de la GFW ante Team AAA (Drago y El Hijo de Fantasma), Team NOAH (Naomichi Marufuji y Taiji Ishimori) y Team The Crash (Laredo Kid y Garza Jr.) en un Four-way Match. A raíz de esto, el título fue renombrado a Unified GFW World Tag Team Championship.
En Destination X, se presentaron los nuevos diseños de los títulos. Debido a la salida de Jarrett, Anthem cambió la denominación nuevamente a Impact Wrestling, lo que hizo que el campeonato fuera nuevamente renombrado como Impact World Tag Team Championship.

## Nombres
| Nombre                                  | Años                         |
| --------------------------------------- | ---------------------------- |
| TNA World Tag Team Championship         | 2007 — 2017, 2024 — presente |
| Impact World Tag Team Championship      | 2017                         |
| Unified GFW World Tag Team Championship | 2017                         |
| GFW World Tag Team Championship         | 2017                         |
| Impact World Tag Team Championship      | 2017 — 2024                  |

## Campeones
Los campeones inaugurales fueron Team 3D (Brother Devon & Brother Ray), a quienes se les otorgó el campeonato por ser los últimos Campeones en Parejas de la NWA antes de que la empresa dejara de utilizar el campeonato, y desde entonces ha habido 46 distintos equipos y 71 luchadores campeones oficiales, repartidos en 69 reinados en total. 
El reinado más largo en la historia del título le pertenece a The Latin American Xchange (Santana y Ortiz), quienes mantuvieron el campeonato por 261 días en 2018 y 2019. Por otro lado, un equipo ha tenido un reinado de menos de un día: Kaz & Super Eric en 2008. Aquel reinado es el más corto en la historia del campeonato.
En cuanto a los días en total como campeones (un acumulado entre la suma de todos los días de los reinados individuales de cada luchador), Beer Money, Inc. también posee el primer lugar, con 514 días como campeones entre sus cinco reinados. Les siguen The Latin American Xchange — Ortiz & Santana — (594 días en sus tres reinados), The Wolves — Eddie Edwards & Davey Richards — (413 días en sus cinco reinados), The (Broken) Hardys — Matt Hardy & Jeff Hardy — (205 días en dos reinados), y Decay — Abyss & Crazzy Steve — (197 días en su único reinado). En cuanto a los días en total como campeones, de manera individual, James Storm posee el primer lugar con 788 días entre sus siete reinados como campeón. Le siguen Ortiz y Santana (ambos con 594 días en sus tres reinados), Bobby Roode (590 días en sus 6 reinados), Hernández (421 días en sus dos reinados), y Eddie Edwards y Davey Richards (ambos con 413 días en su cinco reinados).
El campeón más joven en la historia es Trevor Lee, quien a los 21 años derrotó junto a Brian Myers a The Wolves el 28 de julio de 2015 en Impact Wrestling. En contraparte, el campeón más viejo es Scott Hall, quien a los 51 años derrotó junto a Kevin Nash a Matt Morgan en Impact Wrestling el 4 de mayo de 2010, como parte de The Band. En cuanto al peso de los campeones, Team 3D (Brother Ray y Brother Devon) son los más pesados con 254 kilogramos combinados, mientras que tanto Magnus como Kurt Angle son los más livianos, con 110 kilogramos mientras fueron campeones de forma individual. 
Por último, The Wolves y Beer Money, Inc. son los equipos con más reinados, con cinco cada uno. Individualmente, James Storm es el luchador con más reinados (7), seguido por Bobby Roode y Eddie Edwards (6 cada uno), Hernández y Davey Richards (5 cada uno).

### Campeones actuales
Los campeones actuales son The Hardys (Jeff Hardy & Matt Hardy), quienes se encuentran en su cuarto reinado en conjunto. Jeff & Matt ganaron los títulos tras derrotar a los excampeones The Nemeth Brothers (Nic Nemeth & Ryan Nemeth), The Rascalz (Zachary Wentz & Myron Reed) y First Class (AJ Francis & KC Navarro) el 20 de julio de 2025 en Slammiversary.
The Hardys no registran hasta el 19 del agosto de 2025 defensas televisadas.

### Lista de campeones
| N.º                                     | Campeones                                                                          | Lucha                    | Lucha                     | Lucha                           | Estadísticas | Estadísticas | Notas y referencias |
| N.º                                     | Campeones                                                                          | Fecha                    | Evento                    | Ubicación                       | Reinado      | Días         | Notas y referencias |
| --------------------------------------- | ---------------------------------------------------------------------------------- | ------------------------ | ------------------------- | ------------------------------- | ------------ | ------------ | --- |
| Campeonato Mundial en Parejas de TNA    |                                                                                    |                          |                           |                                 |              |              | |
| 1                                       | Team 3D (Brother Ray (1) & Brother Devon (1))                                      | 14 de mayo de 2007       | iMPACT!                   | Orlando, Florida                | 1            | 59           | Otorgado por Jim Cornette. |
| 2                                       | Samoa Joe (1)                                                                      | 15 de julio de 2007      | Victory Road              | Orlando, Florida                | 1            | 28           | Fue una lucha de parejas entre Team 3D y el campeón de la División X Joe y el campeón Mundial Peso Pesado Kurt Angle. El luchador que cubriera a alguien ganaría su campeonato. Joe cubrió a Ray y decidió ser campeón en solitario.                                                      |
| 3                                       | Kurt Angle (1)                                                                     | 12 de agosto de 2007     | Hard Justice              | Orlando, Florida                | 1            | 15           | Fue una lucha "Winner Take All", en donde el Campeonato de la División X y el Campeonato en Parejas de la TNA de Samoa Joe estuvieron en juego, así como el Campeonato Mundial de Peso Pesado de la TNA y el Campeonato Mundial Peso Pesado de la IWGP de Kurt Angle estuvieron en juego. |
| 4                                       | Kurt Angle (1) & Sting (1)                                                         | 27 de agosto de 2007     | Hard Justice              | Orlando, Florida                | 1            | 13           | Sting derrotó a A.J. Styles, Christian Cage y Samoa Joe, convirtiéndose en el compañero de título de Angle. Este reinado es considerado una continuación del primero de Angle. |
| 5                                       | Team Pacman (Adam Jones (1) & Ron Killings (1))                                    | 9 de septiembre de 2007  | No Surrender              | Orlando, Florida                | 1            | 35           | |
| 6                                       | A.J. Styles (1) & Tomko (1)                                                        | 14 de octubre de 2007    | Bound for Glory           | Duluth, Georgia                 | 1            | 184          | Derrotaron a Killings & Rasheed Lucius Creed, quien sustituía a Jones. |
| 7                                       | Kaz (1) & Super Eric (1)                                                           | 15 de abril de 2008      | iMPACT!                   | Orlando, Florida                | 1            | 0            | |
| —                                       | Vacante                                                                            | 15 de abril de 2008      | iMPACT!                   | Orlando, Florida                | —            | —            | Fueron despojados de los títulos por Jim Cornette, ya que Young se negó a admitir que Eric Young y Super Eric eran la misma persona. |
| 8                                       | The Latin American Xchange (Homicide (1) & Hernández (1))                          | 11 de mayo de 2008       | Sacrifice                 | Orlando, Florida                | 1            | 91           | Derrotaron a Team 3D en la final del Deuces Wild Tag Team Tournament. |
| 9                                       | Beer Money, Inc. (James Storm (1) & Robert Roode (1))                              | 10 de agosto de 2008     | Hard Justice              | Trenton, Nueva Jersey           | 1            | 128          | |
| 10                                      | Jay Lethal (1) & Consequences Creed (1)                                            | 16 de diciembre de 2008  | iMPACT!                   | Orlando, Florida                | 1            | 26           | Lethal usó su oportunidad del Feast or Fired y eligió a Creed como su compañero. Emitido el 8 de enero de 2009. |
| 11                                      | Beer Money, Inc. (James Storm (2) & Robert Roode (2))                              | 11 de enero de 2009      | Genesis                   | Charlotte, Carolina del Norte   | 2            | 98           | Derrotaron a Creed & Lethal, y Abyss & Matt Morgan. |
| 12                                      | Team 3D (Brother Ray (2) & Brother Devon (2))                                      | 19 de abril de 2009      | Lockdown                  | Filadelfia, Pensilvania         | 2            | 63           | Fue un Philadelphia Street Fight donde también estuvo en juego el Campeonato en Parejas de la IWGP de Team 3D. |
| 13                                      | Beer Money, Inc. (James Storm (3) & Robert Roode (3))                              | 22 de junio de 2009      | Slammiversary             | Auburn Hills, Míchigan          | 3            | 28           | |
| 14                                      | The Main Event Mafia (Booker T (1) & Scott Steiner (1))                            | 19 de julio de 2009      | Victory Road              | Orlando, Florida                | 1            | 91           | |
| 15                                      | The British Invasion (Brutus Magnus (1) & Doug Williams (1))                       | 18 de octubre de 2009    | Bound for Glory           | Irvine, California              | 1            | 91           | Derrotaron a Beer Money, Team 3D y Main Event Mafia en un Full Metal Mayhem Tag Team match donde también estuvo en juego el Campeonato de Parejas de la IWGP de British Invasion. |
| 16                                      | Matt Morgan (1) & Hernández (2)                                                    | 17 de enero de 2010      | Genesis                   | Orlando, Florida                | 1            | 78           | El 6 de abril, Morgan atacó y lesionó a Hernández (Kayfabe), y luego se autoproclamó campeón en solitario. |
| 17                                      | Matt Morgan (1)                                                                    | 6 de abril de 2010       | iMPACT!                   | Orlando, Florida                | 1            | 29           | |
| 18                                      | The Band (Eric Young (2), Kevin Nash (1) & Scott Hall (1))                         | 5 de mayo de 2010        | iMPACT!                   | Orlando, Florida                | 1            | 41           | Nash usó su oportunidad del Feast or Fired y eligió a Hall como su compañero. Más adelante, invocaron la Band Rule, añadiendo a Young como campeón. Emitido el 13 de mayo. |
| —                                       | Vacante                                                                            | 14 de junio de 2010      | iMPACT!                   | Orlando, Florida                | —            | —            | Fueron despojados del título debido a los problemas legales de Hall. Emitido el 17 de junio. |
| 19                                      | The Motor City Machine Guns (Alex Shelley (1) & Chris Sabin (1))                   | 11 de julio de 2010      | Victory Road              | Orlando, Florida                | 1            | 182          | Derrotaron a Beer Money, Inc.. |
| 20                                      | Beer Money, Inc. (James Storm (4) & Robert Roode (4))                              | 9 de enero de 2011       | Genesis                   | Orlando, Florida                | 4            | 212          | Durante su reinado, cambió su nombre a Bobby Roode. |
| 21                                      | Mexican America (Hernández (3) & Anarquía (1))                                     | 10 de agosto de 2011     | Impact Wrestling          | Orlando, Florida                | 1            | 97           | Emitido el 18 de agosto. |
| 22                                      | Matt Morgan (2) & Crimson (1)                                                      | 15 de noviembre de 2011  | Impact Wrestling          | Orlando, Florida                | 1            | 90           | Emitido el 17 de noviembre. |
| 23                                      | Samoa Joe (2) & Magnus (2)                                                         | 12 de febrero de 2012    | Against All Odds          | Orlando, Florida                | 1            | 91           | Magnus antes conocido como Brutus Magnus. |
| 24                                      | The World Tag Team Champions of the World (Kazarian (2) & Christopher Daniels (1)) | 13 de mayo de 2012       | Sacrifice                 | Orlando, Florida                | 1            | 28           | |
| 25                                      | A.J. Styles (2) & Kurt Angle (2)                                                   | 10 de junio de 2012      | Slammiversary X           | Arligton, Texas                 | 1            | 18           | |
| 26                                      | The World Tag Team Champions of the World (Kazarian (3) & Christopher Daniels (2)) | 28 de junio de 2012      | Impact Wrestling          | Orlando, Florida                | 2            | 108          | |
| 27                                      | Hernández (4) & Chavo Guerrero, Jr. (1)                                            | 14 de octubre de 2012    | Bound for Glory           | Phoenix, Arizona                | 1            | 103          | Derrotaron a Christopher Daniels & Kazarian, y A.J. Styles & Kurt Angle. |
| 28                                      | Austin Aries (1) & Bobby Roode (5)                                                 | 25 de enero de 2013      | Impact Wrestling          | Mánchester, Inglaterra          | 1            | 76           | Roode antes conocido como Robert Roode. |
| 29                                      | Hernández (5) & Chavo Guerrero, Jr. (2)                                            | 11 de abril de 2013      | Impact Wrestling          | Corpus Christi, Texas           | 2            | 52           | |
| 30                                      | Gunner (1) & James Storm (5)                                                       | 2 de junio de 2013       | Slammiversary XI          | Boston, Massachusetts           | 1            | 140          | Derrotaron a Chavo Guerrero, Jr. & Hernández, Austin Aries & Bobby Roode, y Bad Influence. |
| 31                                      | The BroMans (Robbie E (1) & Jessie Godderz (1))                                    | 20 de octubre de 2013    | Bound for Glory           | San Diego, California           | 1            | 126          | |
| 32                                      | The Wolves (Eddie Edwards (1) & Davey Richards (1))                                | 23 de febrero de 2014    | House Show                | Morgantown, Virginia Occidental | 1            | 7            | |
| 33                                      | The BroMans (Robbie E (2) & Jessie Godderz (2))                                    | 2 de marzo de 2014       | One Night Only: Outbreak  | Tokio, Japón                    | 2            | 56           | Derrotaron a The Wolves, y Team 246 (Kaz Hayashi & Shuji Kondo). |
| 34                                      | The Wolves (Eddie Edwards (2) & Davey Richards (2))                                | 27 de abril de 2014      | Sacrifice                 | Orlando, Florida                | 2            | 145          | Derrotaron a BroMans (Robbie E, Godderz & DJ Z). |
| 35                                      | The Revolution (Abyss (1) & James Storm (6))                                       | 19 de septiembre de 2014 | Impact Wrestling          | Bethlehem, Pensilvania          | 1            | 133          | Storm usó su oportunidad del Feast or Fired, eligiendo a Abyss como su compañero. Emitido el 19 de noviembre. |
| 36                                      | The Wolves (Eddie Edwards (3) & Davey Richards (3))                                | 30 de enero de 2015      | Impact Wrestling          | Mánchester, Inglaterra          | 3            | 42           | Emitido el 6 de marzo. |
| —                                       | Vacante                                                                            | 13 de marzo de 2015      | Impact Wrestling          | Orlando, Florida                | —            | —            | Fueron despojados del título debido a una lesión de Edwards. |
| 37                                      | The Hardys (Jeff Hardy (1) & Matt Hardy (1))                                       | 16 de marzo de 2015      | Impact Wrestling          | Orlando, Florida                | 1            | 53           | Derrotaron a The Beat Down Clan (Low Ki & Kenny King), Ethan Carter III & Bram, y Bobby Roode & Austin Aries ganando los campeonatos vacantes en un Ultimate X match. Emitido el 17 de abril.                                                                                             |
| —                                       | Vacante                                                                            | 8 de mayo de 2015        | Impact Wrestling          | Orlando, Florida                | —            | —            | Fueron despojados del título debido a una lesión de Jeff. |
| 38                                      | The Wolves (Eddie Edwards (4) & Davey Richards (4))                                | 25 de junio de 2015      | Impact Wrestling          | Orlando, Florida                | 4            | 33           | Derrotaron a Dirty Heels (Austin Aries & Bobby Roode) ganando los campeonatos vacantes en un Iron Man match. Emitido el 1 de julio. |
| 39                                      | Brian Myers (1) & Trevor Lee (1)                                                   | 28 de julio de 2015      | Impact Wrestling          | Orlando, Florida                | 1            | 1            | Jeff Jarrett y Karen Jarrett usaron la oportunidad del Feast or Fired de Magnus, para que Myers & Lee lucharan contra The Wolves. Emitido el 2 de septiembre. |
| 40                                      | The Wolves (Eddie Edwards (5) & Davey Richards (5))                                | 29 de julio de 2015      | Impact Wrestling          | Orlando, Florida                | 5            | 186          | Emitido el 9 de septiembre. |
| 41                                      | Beer Money, Inc. (James Storm (7) & Bobby Roode (6))                               | 31 de enero de 2016      | Impact Wrestling          | Birmingham, Inglaterra          | 5            | 48           | Emitido el 8 de marzo. |
| 42                                      | Decay (Abyss (2) & Crazzy Steve (1))                                               | 19 de marzo de 2016      | Impact Wrestling          | Orlando, Florida                | 1            | 197          | |
| 43                                      | The Broken Hardys (Broken Matt (2) & Brother Nero (2))                             | 2 de octubre de 2016     | Bound for Glory           | Orlando, Florida                | 2            | 152          | Anteriormente conocidos como The Hardys. Nero y Broken Matt anteriormente conocidos como Jeff Hardy y Matt Hardy. |
| Campeonato Mundial en Parejas de Impact |                                                                                    |                          |                           |                                 |              |              | |
| —                                       | Vacante                                                                            | 3 de marzo de 2017       | Impact Wrestling          | Orlando, Florida                | —            | —            | Debido al término de contrato de Matt y Jeff con la compañía. Durante este lapso, los títulos se renombraron como Impact World Tag Team Championship. |
| Campeonato Mundial en Parejas de GFW    |                                                                                    |                          |                           |                                 |              |              | |
| 44                                      | The Latin American Xchange (Santana y Ortiz (1))                                   | 4 de marzo de 2017       | Impact Wrestling          | Orlando, Florida                | 1            | 169          | Derrotaron a Decay, Reno SCUM (Adam Thornstowe & Luster The Legend) y Laredo Kid & Garza Jr. Durante su reinado, ganaron los GFW Tag Team Championship, unificando ambos títulos y renombrándolo como Unified GFW World Tag Team Championship y GFW World Tag Team Championship.          |
| 45                                      | Ohio Versus Everything (Dave Crist (1) & Jake Crist (1))                           | 20 de agosto de 2017     | GFW Impact!: Victory Road | Orlando, Florida                | 1            | 81           | |
| Campeonato Mundial en Parejas de Impact |                                                                                    |                          |                           |                                 |              |              | |
| 46                                      | The Latin American Xchange (Santana y Ortiz (2))                                   | 9 de noviembre de 2017   | Impact Wrestling          | Ottawa, Ontario                 | 2            | 164          | |
| 47                                      | Eli Drake (1) & Scott Steiner (2)                                                  | 22 de abril de 2018      | Redemption                | Orlando, Florida                | 1            | 2            | Drake usó su oportunidad del Feast or Fired y eligió a Steiner como su compañero. |
| 48                                      | Andrew Everett (1) & DJ Z (1)                                                      | 24 de abril de 2018      | Impact Wrestling          | Orlando, Florida                | 1            | 2            | Ganaron después de que Scott Steiner golpeara en la cabeza a Drake con una silla. |
| 49                                      | The Latin American Xchange (Santana y Ortiz (3))                                   | 26 de abril de 2018      | Impact Wrestling          | Orlando, Florida                | 3            | 261          | Emitido el 21 de junio. |
| 50                                      | Lucha Bros (Fénix (1) & Pentagón Jr. (1))                                          | 12 de enero de 2019      | Impact Wrestling          | Ciudad de México                | 1            | 106          | Emitido el 8 de febrero. |
| 51                                      | The Latin American Xchange (Santana y Ortiz (4))                                   | 28 de abril de 2019      | Rebellion                 | Toronto, Ontario                | 4            | 68           | Fue un Full Metal Mayhem Match. |
| 52                                      | The North (Ethan Page (1) & Josh Alexander (1))                                    | 5 de julio de 2019       | Bash at the Brewery       | San Antonio, Texas              | 1            | 380          | Este es el reinado más largo de la historia. |
| 53                                      | The Motor City Machine Guns (Alex Shelley (2) & Chris Sabin (2))                   | 19 de julio de 2020      | Impact!                   | Nashville, Tennessee            | 2            | 97           | Emitido el 21 de julio. |
| 54                                      | The North (Ethan Page (2) & Josh Alexander (2))                                    | 24 de octubre de 2020    | Bound for Glory           | Nashville, Tennessee            | 2            | 21           | Derrotaron a The Motor City Machine Guns (Alex Shelley & Chris Sabin), The Good Brothers (Doc Gallows & Karl Anderson) y Ace Austin & Madman Fulton. |
| 55                                      | The Good Brothers (Doc Gallows (1) & Karl Anderson (1))                            | 14 de noviembre de 2020  | Turning Point             | Nashville, Tennessee            | 1            | 119          | |
| 56                                      | FinJuice (David Finlay (1) & Juice Robinson (1))                                   | 13 de marzo de 2021      | Sacrifice                 | Nashville, Tennessee            | 1            | 65           | |
| 57                                      | Violent by Design (Eric Young (3), Deaner (1), Joe Doering (1) & Rhino (1))        | 17 de mayo de 2021       | Impact!                   | Nashville, Tennessee            | 1            | 61           | El campeonato fue ganado por Doering y Rhino, pero Deaner y Young también es reconocido como campeón por la Freebird Rule. Rhino usó su oportunidad del Call Your Shot Gauntlet. Emitido el 20 de mayo.                                                                                   |
| 58                                      | The Good Brothers (Doc Gallows (2) & Karl Anderson (2))                            | 17 de julio de 2021      | Slammiversary             | Nashville, Tennessee            | 2            | 231          | Derrotaron a Violent by Design (Joe Doering & Rhino), Rich Swann & Willie Mack y Fallah Bahh & No Way. |
| 59                                      | Violent by Design (Eric Young (4), Joe Doering (2) & Deaner (2))                   | 5 de marzo de 2022       | No Surrender              | Nashville, Tennessee            | 2            | 63           | |
| 60                                      | The Briscoes (Jay Briscoe (1) & Mark Briscoe (1))                                  | 7 de mayo de 2022        | Under Siege               | Newport, Kentucky               | 1            | 43           | |
| 61                                      | The Good Brothers (Doc Gallows (3) & Karl Anderson (3))                            | 19 de junio de 2022      | Slammiversary             | Nashville, Tennessee            | 3            | 68           | |
| 62                                      | Honor No More (Matt Taven (1) & Mike Bennett (1))                                  | 25 de agosto de 2022     | Impact!                   | Dallas, Texas                   | 1            | 43           | Emitido el 1 de septiembre. |
| 63                                      | Heath (1) & Rhino (2)                                                              | 8 de octubre de 2022     | Impact!                   | Albany, Nueva York              | 1            | 62           | Emitido el 20 de octubre. |
| 64                                      | The Motor City Machine Guns (Alex Shelley (3) & Chris Sabin (3))                   | 9 de diciembre de 2022   | Impact!                   | Pembroke Pines, Florida         | 3            | 78           | Emitido el 15 de diciembre. |
| 65                                      | Bullet Club/ABC (Ace Austin (1) & Chris Bey (1))                                   | 25 de febrero de 2023    | Impact!                   | Sunrise Manor, Nevada           | 1            | 140          | Emitido el 2 de marzo. |
| 66                                      | Subculture (Mark Andrews (1) & Morgan Webster (1))                                 | 15 de julio de 2023      | Slammiversary             | Windsor, Ontario                | 1            | 43           | Derrotaron a ABC (Ace Austin & Chris Bey), Brian Myers & Moose y Rich Swann & Sami Callihan. |
| 67                                      | The Rascalz (Trey (1) & Zachary Wentz (1))                                         | 27 de agosto de 2023     | Emergence                 | Toronto, Ontario                | 1            | 55           | [ 5 ] |
| Campeonato Mundial en Parejas de TNA    |                                                                                    |                          |                           |                                 |              |              | |
| 68                                      | ABC (Ace Austin (2) & Chris Bey (2))                                               | 21 de octubre de 2023    | Bound for Glory           | Cícero, Illinois                | 2            | 139          | Durante su reinado el título se renombró como TNA World Tag Team Championship. También se cambió el diseño del campeonato. |
| 69                                      | The System (Eddie Edwards (6) & Brian Myers (2))                                   | 8 de marzo de 2024       | Sacrifice                 | Windsor, Canadá                 | 1            | 134          | |
| 70                                      | ABC (Ace Austin (3) & Chris Bey (3))                                               | 20 de julio de 2024      | Slammiversary             | Montreal, Canadá                | 3            | 55           | |
| 71                                      | The System (Eddie Edwards (7) & Brian Myers (3))                                   | 13 de septiembre de 2024 | Victory Road              | San Antonio, Texas              | 2            | 43           | |
| 72                                      | The Hardys (Jeff Hardy (3) & Matt Hardy (3))                                       | 26 de octubre de 2024    | Bound for Glory           | Detroit, Michigan               | 3            | 183          | Fue un Full Metal Mayhem Match, el cual incluyó a ABC (Ace Austin & Chris Bey). Anteriormente conocidos como The Broken Hardys. Jeff y Matt anteriormente conocidos como Broken Matt y Brother Nero.                                                                                      |
| 73                                      | The Nemeth Brothers (Nic Nemeth (1) & Ryan Nemeth (1))                             | 27 de abril de 2025      | Rebellion                 | Los Ángeles, California         | 1            | 84           | |
| 74                                      | The Hardys (Jeff Hardy (4) & Matt Hardy (4))                                       | 27 de julio de 2025      | Slammiversary             | Elmont, Nueva York              | 4            | 30+          | Fue un Ladder Match, el cual incluyó a The Rascalz (Zachary Wentz & Myron Reed) y First Class (AJ Francis & KC Navarro). |

### Total de días como campeones

#### Por equipos
A la fecha del 19 de agosto de 2025.
| + | Indica a los campeones actuales |

| N.º | Equipo                                                                             | Reinados | Total de días |
| --- | ---------------------------------------------------------------------------------- | -------- | ------------- |
| 1   | The Latin American Xchange (Santana & Ortiz)                                       | 4        | 662           |
| 2   | Beer Money, Inc. (Robert Roode/Bobby Roode & James Storm)                          | 5        | 514           |
| 3   | The Good Brothers (Doc Gallows & Karl Anderson)                                    | 3        | 418           |
| 4   | The Hardys/The Broken Hardys (Matt Hardy/Broken Matt & Jeff Hardy/Brother Nero)    | 4        | 418+          |
| 5   | The Wolves (Eddie Edwards & Davey Richards)                                        | 5        | 413           |
| 6   | The North (Ethan Page & Josh Alexander)                                            | 2        | 401           |
| 7   | The Motor City Machine Guns (Alex Shelley & Chris Sabin)                           | 3        | 357           |
| 8   | Bullet Club/ABC (Ace Austin & Chris Bey)                                           | 3        | 334           |
| 9   | Decay (Abyss & Crazzy Steve)                                                       | 1        | 197           |
| 10  | Christian's Coalition (A.J. Styles & Travis Tomko)                                 | 1        | 184           |
| 11  | The BroMans (Robbie E & Jessie Godderz)                                            | 2        | 182           |
| 12  | The System (Eddie Edwards & Brian Myers)                                           | 2        | 177           |
| 13  | Chavo Guerrero & Hernández                                                         | 2        | 155           |
| 14  | Gunner & James Storm                                                               | 1        | 140           |
| 15  | The World Tag Team Champions of the World (Christopher Daniels & Frankie Kazarian) | 2        | 136           |
| 16  | The Revolution (Abyss & James Storm)                                               | 1        | 133           |
| 17  | Violent by Design (Eric Young, Deaner, Joe Doering & Rhino)                        | 2        | 124           |
| 18  | Team 3D (Brother Ray & Brother Devon)                                              | 2        | 122           |
| 19  | Lucha Bros (Fénix & Pentagón Jr.)                                                  | 1        | 106           |
| 20  | Mexican America (Anarquía & Hernández)                                             | 1        | 97            |
| 21  | The British Invasion (Brutus Magnus & Doug Williams)                               | 1        | 91            |
| 21  | The Latin American Xchange (Hernández & Homicide)                                  | 1        | 91            |
| 21  | Magnus & Samoa Joe                                                                 | 1        | 91            |
| 21  | The Main Event Mafia (Booker T & Scott Steiner)                                    | 1        | 91            |
| 22  | Crimson & Matt Morgan                                                              | 1        | 90            |
| 23  | The Nemeth Brothers (Nic Nemeth & Ryan Nemeth)                                     | 1        | 84            |
| 24  | Ohio Versus Everything (Dave Crist & Jake Crist)                                   | 1        | 81            |
| 25  | Hernández & Matt Morgan                                                            | 1        | 78            |
| 26  | Bobby Roode & Austin Aries                                                         | 1        | 76            |
| 27  | FinJuice (David Finlay & Juice Robinson)                                           | 1        | 65            |
| 28  | Heath & Rhino                                                                      | 1        | 62            |
| 29  | The Rascalz (Trey & Zachary Wentz)                                                 | 1        | 55            |
| 30  | Honor No More (Matt Taven & Mike Bennett)                                          | 1        | 43            |
| 30  | The Briscoe Brothers (Jay Briscoe & Mark Briscoe)                                  | 1        | 43            |
| 30  | Subculture (Mark Andrews & Morgan Webster)                                         | 1        | 43            |
| 31  | The Band (Eric Young, Kevin Nash & Scott Hall)                                     | 1        | 41            |
| 32  | Team Pacman (Adam Jones & Ron Killings)                                            | 1        | 35            |
| 33  | Matt Morgan                                                                        | 1        | 29            |
| 34  | Samoa Joe                                                                          | 1        | 28            |
| 35  | Lethal Consequences (Consequences Creed & Jay Lethal)                              | 1        | 26            |
| 36  | A.J. Styles & Kurt Angle                                                           | 1        | 18            |
| 37  | Kurt Angle                                                                         | 1        | 15            |
| 38  | Kurt Angle & Sting                                                                 | 1        | 13            |
| 39  | Eli Drake & Scott Steiner                                                          | 1        | 2             |
| 39  | DJ Z & Andrew Everett                                                              | 1        | 2             |
| 40  | Brian Myers & Trevor Lee                                                           | 1        | 1             |
| 41  | Kaz & Eric Young/Super Eric                                                        | 1        | 0             |

#### Por luchador
| + | Indica al campeón actual |

| N.º | Luchador                 | Reinados | Total de días |
| --- | ------------------------ | -------- | ------------- |
| 1   | James Storm              | 7        | 788           |
| 2   | Ortiz                    | 4        | 662           |
| 2   | Santana                  | 4        | 662           |
| 4   | Eddie Edwards            | 7        | 590           |
| 5   | Robert Roode/Bobby Roode | 6        | 590           |
| 6   | Hernández                | 5        | 421           |
| 7   | Doc Gallows              | 2        | 418           |
| 7   | Karl Anderson            | 2        | 418           |
| 9   | Jeff Hardy/Brother Nero  | 4        | 418+          |
| 9   | Matt Hardy/Broken Matt   | 4        | 418+          |
| 11  | Davey Richards           | 5        | 413           |
| 12  | Ethan Page               | 2        | 401           |
| 12  | Josh Alexander           | 2        | 401           |
| 14  | Alex Shelley             | 3        | 357           |
| 14  | Chris Sabin              | 3        | 357           |
| 16  | Ace Austin               | 3        | 334           |
| 16  | Chris Bey                | 3        | 334           |
| 18  | Abyss                    | 2        | 330           |
| 19  | A.J. Styles              | 2        | 202           |
| 20  | Crazzy Steve             | 1        | 197           |
| 20  | Matt Morgan              | 2        | 197           |
| 22  | Tomko                    | 1        | 184           |
| 23  | Jessie Godderz           | 2        | 182           |
| 23  | Magnus                   | 2        | 182           |
| 23  | Robbie E                 | 2        | 182           |
| 26  | Brian Myers              | 3        | 178           |
| 27  | Eric Young               | 4        | 165           |
| 28  | Chavo Guerrero           | 2        | 155           |
| 29  | Gunner                   | 1        | 140           |
| 30  | Christopher Daniels      | 2        | 136           |
| 30  | Kaz/Kazarian             | 3        | 136           |
| 32  | Deaner                   | 2        | 124           |
| 32  | Joe Doering              | 2        | 124           |
| 34  | Rhino                    | 2        | 123           |
| 35  | Brother Devon            | 2        | 122           |
| 35  | Brother Ray              | 2        | 122           |
| 37  | Samoa Joe                | 2        | 119           |
| 38  | Fénix                    | 1        | 106           |
| 38  | Pentagón Jr.             | 1        | 106           |
| 40  | Anarquía                 | 1        | 97            |
| 41  | Scott Steiner            | 2        | 93            |
| 42  | Booker T                 | 1        | 91            |
| 42  | Doug Williams            | 1        | 91            |
| 42  | Homicide                 | 1        | 91            |
| 45  | Crimson                  | 1        | 90            |
| 46  | Nic Nemeth               | 1        | 84            |
| 46  | Ryan Nemeth              | 1        | 84            |
| 48  | Dave Crist               | 1        | 81            |
| 48  | Jake Crist               | 1        | 81            |
| 50  | Austin Aries             | 1        | 76            |
| 51  | David Finlay             | 1        | 65            |
| 51  | Juice Robinson           | 1        | 65            |
| 53  | Heath                    | 1        | 62            |
| 54  | Trey                     | 1        | 55            |
| 54  | Zachary Wentz            | 1        | 55            |
| 56  | Kurt Angle               | 2        | 46            |
| 57  | Jay Briscoe              | 1        | 43            |
| 57  | Mark Briscoe             | 1        | 43            |
| 57  | Matt Taven               | 1        | 43            |
| 57  | Mike Bennett             | 1        | 43            |
| 57  | Mark Andrews             | 1        | 43            |
| 57  | Morgan Webster           | 1        | 43            |
| 63  | Kevin Nash               | 1        | 41            |
| 63  | Scott Hall               | 1        | 41            |
| 65  | Adam Jones               | 1        | 35            |
| 65  | Ron Killings             | 1        | 35            |
| 67  | Consequences Creed       | 1        | 26            |
| 67  | Jay Lethal               | 1        | 26            |
| 69  | Sting                    | 1        | 13            |
| 70  | Andrew Everett           | 1        | 2             |
| 70  | DJ Z                     | 1        | 2             |
| 70  | Eli Drake                | 1        | 2             |
| 73  | Trevor Lee               | 1        | 1             |

### Mayor cantidad de reinados

#### Por equipos
| Reinados | Luchador (es) |
| -------- | --- |
| 5 veces  | The Wolves, Beer Money, Inc. |
| 4 veces  | The Latin American Xchange, The Hardys/The Broken Hardys                                                                              |
| 3 veces  | The Good Brothers, The Motor City Machine Guns, Bullet Club/ABC                                                                       |
| 2 veces  | Team 3D, The World Tag Team Champions of the World, Chavo Guerrero & Hernández, The BroMans, Violent by Design, The North, The System |

#### Por luchador
| Reinados | Luchador (es) |
| -------- | --- |
| 7 veces  | James Storm, Eddie Edwards |
| 6 veces  | Robert Roode/Bobby Roode |
| 5 veces  | Hernández, Davey Richards |
| 4 veces  | Ortiz, Santana, Eric Young, Jeff Hardy/Brother Nero, Matt Hardy/Broken Matt |
| 3 veces  | Kaz/Kazarian, Doc Gallows, Karl Anderson, Chris Sabin, Alex Shelley, Ace Austin, Chris Bey, Brian Myers |
| 2 veces  | Brother Devon, Brother Ray, Matt Morgan, Samoa Joe, Magnus, Kurt Angle, A.J. Styles, Christopher Daniels, Chavo Guerrero, Jessie Godderz, Robbie E, Abyss, Scott Steiner, Deaner, Joe Doering, Rhino, Ethan Page, Josh Alexander |